# NGC 2041
NGC 2041 (другое обозначение — ESO 86-SC16) — рассеянное скопление в созвездии Золотой Рыбы, расположенное в Большом Магеллановом Облаке. Открыто Джеймсом Данлопом в 1826 году. По оценкам, сделанным различными методами, возраст скопления составляет 100—200 миллионов лет. NGC 2041 относится к дугообразной структуре из молодых звёзд и скоплений, но его особенность состоит в том, что оно старше большинства из них.
Этот объект входит в число перечисленных в оригинальной редакции «Нового общего каталога».